# 李萬美
李萬美（法語：François-Eugène Lions；1820年11月1日—1893年4月24日）是天主教法國籍主教及巴黎外方傳教會會士。曾任貴州宗座代牧區宗座代牧（1871年-1893年）。

## 生平
李萬美出生於1820年11月1日，在法蘭西王國上普羅旺斯阿爾卑斯省的市鎮福孔德巴瑟洛內特。1846年，他於25歲時加入巴黎外方傳教會會士。1847年12月18日，李萬美在27歲時晉鐸。其後，赴中國貴州省傳教。
1871年12月22日，李萬美在42歲時獲時任教宗庇護九世任命為貴州宗座代牧區宗座代牧，領銜土耳其巴西利諾波利教區主教。1872年6月29日，由四川東境宗座代牧范若瑟主教主禮晉牧。
李主教任內分別主禮祝聖在1879年的廣西宗座監牧富於道主教、1881年雲南宗座代牧古若望主教和1885年貴州助理宗座代牧易德謙主教。
1893年4月24日，李萬美主教在清朝貴州省貴陽去世，年72歲。